# Elaphe quatuorlineata
Il cervone (Elaphe quatuorlineata (Bonnaterre, 1790)) è un serpente non velenoso della famiglia dei Colubridi.

## Descrizione
È il più lungo serpente italiano ed uno tra i più lunghi d'Europa. La lunghezza da adulto può variare da 110 a 250 cm, anche se raramente supera i 160. È di colore bruno-giallastro con le caratteristiche quattro barre longitudinali scure (da cui il nome scientifico).

### Specie simili
Zamenis longissimus ha una sola squama preoculare, molto più slanciata; manca della carenatura sulle squame dorsali.

## Biologia

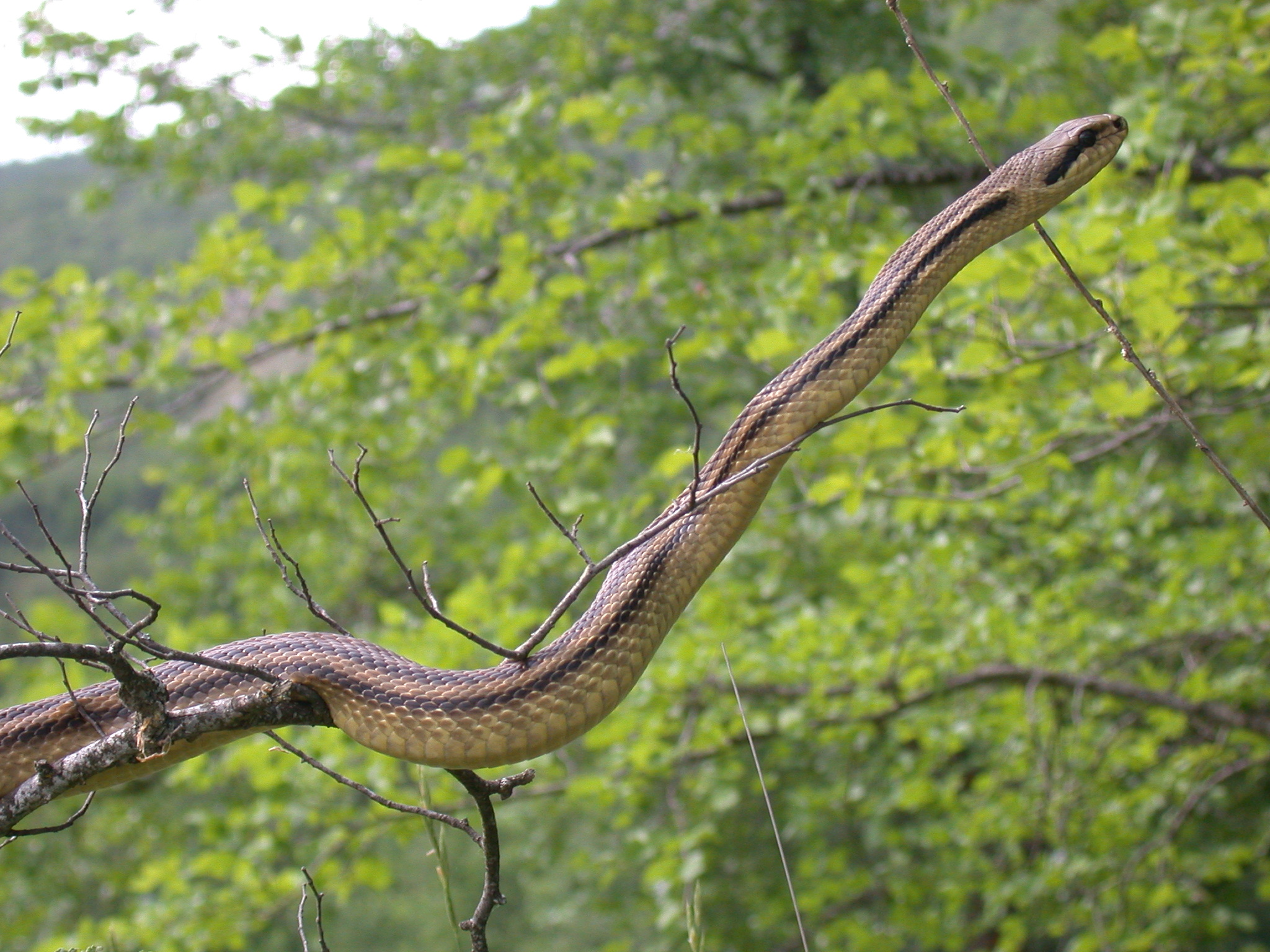
Cervone che si arrampica, facendo forza sulla coda

È un serpente diurno, terricolo, sebbene a volte possa trovarsi su arbusti, poco veloce e buon nuotatore. Molto agile nell'arrampicata: facendo forza sulla coda prensile, può raggiungere un ramo distante un metro o più, in alto o in lungo.
Trascorre il periodo invernale in gallerie di roditori abbandonate, da solo o in gruppi di 4-7 esemplari, spesso in compagnia di saettoni.

### Alimentazione
Si nutre di piccoli mammiferi (arvicole, topi, toporagni, conigli, donnole, scoiattoli ed altri fino alle dimensioni di un ratto) che soffoca tra le spire, nidiacei di uccelli fino alle dimensioni di un piccione, uova che inghiotte intere e poi rompe con i muscoli del tronco, qualche lucertola (cibo preferito soprattutto dai giovani).

### Riproduzione
Gli accoppiamenti durano da 3 a 5 ore e hanno luogo in genere in aprile e giugno. Dopo 40-50 giorni la femmina depone alla base di arbusti, o in buche nel terreno, o nei muretti a secco o in fenditure della roccia, 3-18 uova con guscio biancastro e molle che si indurisce leggermente a contatto con l'aria. Talvolta protegge le uova tra le spire del corpo per 3-5 giorni, altre volte le ricopre con la sua exuvia. Dopo circa 45-60 giorni escono i piccoli, lunghi da 30 a 40 cm che mutano nell'arco dei primi 7 giorni.
Nei primi 2-3 anni l'accrescimento corporeo è molto veloce e i cervoni mutano in media una volta al mese (in estate anche due volte al mese), dal 4º anno la velocità di crescita diminuisce bruscamente e gli adulti mutano in media 2-3 volte l'anno.
In cattività può vivere oltre 20 anni.

## Distribuzione e habitat
È diffuso dall'Europa sudorientale all'Asia Minore. In Italia è frequente nelle zone centro-meridionali. Predilige la macchia mediterranea, il limitare di boschi, i boschi radi e soleggiati o in genere i luoghi con vegetazione sparsa, le sassaie, i muretti a secco e gli edifici abbandonati. Ama gli ambienti caldi (24-34 °C) e umidi. Si può incontrare ad un'altitudine fino ai 1000 m sul livello del mare.

## Conservazione
È una specie in progressivo declino per la scomparsa degli habitat in cui vive, protetta dalla Convenzione di Berna (App. II).
Il libro rosso del WWF lo considera a basso rischio.
È citato nella Direttiva Habitat (Direttiva n. 92/43/CEE) nell'appendice 2 (specie animali e vegetali d'interesse comunitario la cui conservazione richiede la designazione di zone speciali di conservazione) e nell'appendice 4 (specie animali e vegetali di interesse comunitario che richiedono una protezione rigorosa).

## Nella cultura di massa
Secondo alcuni, il nome cervone deriva dal fatto che i pastori che lo vedevano durante la muta scambiavano la pelle secca della testa per le corna. Per altri è dovuto alle piccole escrescenze sul capo. Per altri ancora le corna sono virtuali ed indicano la nobiltà di questo serpente, tra i più grandi d'Europa.
È anche chiamato pasturavacche, in quanto la credenza popolare voleva che fosse attirato dal latte delle vacche e delle capre al pascolo, e che per procurarselo si attaccasse alle mammelle degli animali, o addirittura lo leccasse dalle labbra sporche dei lattanti.
A Cocullo (AQ) il cervone è il protagonista dei festeggiamenti per San Domenico: la statua del santo viene portata in processione ricoperta di serpenti. La tradizione trae origine dell'antica venerazione dei Marsi per la dea Angizia, al cui culto erano associati i serpenti.
Nel Salento si chiama sacàra ed è oggetto di molte credenze e leggende legate alla cultura contadina. Ad esempio, si crede che questo rettile raggiunga un'età molto avanzata, anche secolare, e che subisca una metamorfosi una volta invecchiato. Questa consiste nella comparsa di un corno sul muso e di piume sulla sommità del capo. Si racconta inoltre che ha la capacità di emettere suoni gutturali simili al chiocciare delle galline.
Sulla Sila calabrese nell'ottobre del 2008 fu rinvenuto un giovane cervone albino. Ampiamente documentato da Gianluca Congi, è l'unico caso noto in Italia e nei paesi dove la specie è diffusa. In Bulgaria, nel 1975, fu documentato l'albinismo in quella che oggi è considerata Elaphe sauromates, giacché dal 2001 è stata separata come specie da E.quatuorlineata. Dunque quello calabrese rimane un solo caso documentato di cervone albino